# 高松 (岡山市)
高松（たかまつ）は、岡山県岡山市北区にある大字である。以前は中島（なかしま）と称した。旧吉備郡高松町域にあたる高松地域センター管轄域の一部であり、同地の中枢的地区である。また岡山市立庄内小学校・岡山市立高松中学校の学区内であり、連合町内会・コミュニティ協議会の区域は庄内（しょうない）である。
当地は、戦国時代に清水宗治の居城高松城が所在し、羽柴秀吉の高松城の水攻めが行われた地として知られる。
郵便番号は、701-1335（高松郵便局管区）。人口は1176人（男性556人、女性620人）、世帯数は527世帯（平成30年7月現在）。

## 概要
高松地区の中央、原古才の北部に位置する。
区域南端部を東西にJR桃太郎線（吉備線）が通り備中高松駅が所在する。また、それに添うように国道180号が通過している。

### 小・中学校の学区
公立の小・中学校に通学する場合、学区は次のように指定されている。
| 区域 | 小学校     | 中学校     |
| ---- | ---------- | ---------- |
| 全域 | 庄内小学校 | 高松中学校 |

## 歴史
古代においては備中国賀陽郡板倉郷の一部であったと推測されている。いつから現在の地名で呼ばれるようになったかは定かではないが、明治時代までは中島村を名乗っていた。かつて高梁川は現在の総社市湛井あたりで分岐し、その東派川が総社市街地を通過し、当地あたりを流れていた。この流路が賀陽と窪屋・都宇郡境だったといわれており、同流路は途中で分岐・合流を繰り返したともいわれ、当地は二つの流路に挟まれた中州のような地形だったのではないかとも推測され、それが地名の由来とされる。
戦国期の高松城が沼城で、水攻めが行われるなど（後述）、当地は古くから冠水しやすく湿地が多い土地であったとされる。
中世頃になると、当地一帯は高松郷と称されるようになった。永正5年の吉備津神社文書の吉備津宮秋季祭礼記録写によると、宝蔵前のこも敷は高松・庭瀬の別当役となっていた。翌6年8月13日、高松郷中島村久成名内の15代が1貫200文で売却されている。天正4年の宝福寺（現総社市）の宝福寺文書の寺領検地帳によれば、高松郷内に19貫文余りの宝福寺領があった。
戦国時代になると、毛利方三村氏の国境七城のひとつとして、三村氏家臣の石川氏が備中高松城を築城した。のち城主が須々木氏を経て清水宗治に変わる。天正10年4月27日から織田方の羽柴秀吉により長大な土手が12日間で築かれ、高松城の水攻めが行われる。6月4日、清水宗治が自害し、集結した。戦後、高松城には宇喜多氏家臣の花房正成が入り、慶長6年からは花房職之の支配となる。
江戸時代に入ると幕末に至るまで旗本となった花房氏の領地となる。花房氏は高松城を廃し、当村南隣の原古才村に高松陣屋を構えた（高松知行所）。寛永15年の花房領徳米目録には中島村の石高は429石余り、徳米206石余り、所々御給残りとして38石余り・徳米68石余りと記されている。寛永備中国絵図では高松村とみえ、1012石、旗本高松花房領とある。正保郷帳では、高松村とあり、高松領で「水損所中」「日村所小」とある。この頃、当地付近の地域通称として「高松」と呼ぶことが定着していたとみられる。明治元年の旧高旧領取調帳では高松村とある。
明治3年、中島村から高松村へ改称。同8年に当地ほか周辺村の計7ヶ村が合併し、高松村を新設するが、同14年9月に元の村々に分村した。同22年6月1日、町村制施行を受け、前述の7か村で再度合併し、同郡高松村を再新設、原古才に役場を設置した。同33年4月、郡統合により吉備郡が成立。同37年11月15日には中国鉄道（現JR）吉備線が開通している。大正14年11月1日には町制以降により高松町へと改称。昭和30年4月1日に岡山市へ編入合併した。。
平成21年4月1日、岡山市が政令指定都市へ移行し、行政区（北区）が設置された。

## 名所・旧跡
- 高松城址公園
- 高松城址公園資料館
- 宗治記念館
- 星友寺 - 高松城三の丸跡に所在
- 清涼閣
- 妙玄寺 - 花房氏菩提寺
  - 花房職之墓
  - 清水宗治自刃の碑
- ごうやぶ遺跡
- 最上稲荷大鳥居

## 主要施設
行政
- 岡山市北区役所高松地域センター（所在地は高松原古才）
- 岡山市消防局西消防署高松出張所（所在地は高松原古才）
- 岡山西警察署高松交番

教育
- 岡山市立高松中学校（所在地は高松原古才）
- 岡山県立高松農業高等学校（所在地は高松原古才）

医療
- 深井病院
- 青山歯科医院

金融
- 吉備信用金庫 高松支店

郵便
- 高松郵便局

交通
- 備中高松駅

企業事業所・商店
- JA岡山 高松支所
- JA岡山農業資材 高松店
- 味彩館 Aコープたかまつ

## 交通
鉄道
- JR桃太郎線（吉備線）
  - 備中高松駅

道路
- 国道180号
- 岡山県道241号長野高松線